# Anatoly Krutikov
Anatoly Fyodorovich Krutikov (en russe : Анатолий Фёдорович Крутиков), né le 21 septembre 1933 à Slepushkino dans l'oblast de Moscou et mort le 8 novembre 2019 à Moscou, est un joueur de football soviétique ayant remporté le Championnat d'Europe 1960 avec l'Union soviétique.

## Carrière

### CSKA Moscou
Anatoly Krutikov est formé dans le petit club du Khimik Moscou en 1952, il y reste deux saisons avant de rejoindre le FK CSKA Moscou en 1954. La saison 1954 débute mais Krutikov finit 6e, il a enfin une expérience du haut niveau en 1955 et son club finit 3e et remporte la Coupe d'URSS de football après la victoire du CSKA sur le FC Dynamo Moscou 2-1. La saison 1956 est encore un échec à la course au championnat pour Krutikov et le CSKA, ils terminent 3e à 9 points du champion. En 1957, le CSKA subit une baisse de régime et termine 5e mais Krutikov termine son passage au CSKA en faisant terminer l'équipe 3e.

### Spartak Moscou
Anatoly Krutikov rejoint le Spartak Moscou pour commencer la saison 1959, l'équipe malgré des joueurs de taille tels que Anatoli Isayev termine à la 6e place. La saison 1960 n'est pas réjouissante non plus le Spartak finit 7e mais Krutikov est sélectionné par Gavriil Kachalin pour l'Euro 1960, il disputera tous les matchs de son pays et fera partie des 22 acteurs de la finale qui verra une victoire de l'URSS sur la Yougoslavie et ainsi permettre à Krutikov d'inscrire un important accomplissement à son palmarès.
Ce titre donne des ailes au défenseur et à l'équipe car le Spartak fini 3e du championnat 1961 et relève la tête.
La saison 1962 est celle du titre pour les joueurs du Spartak qui décrochent la suprématie footballistique sur le territoire soviétique, Krutikov remporte son premier championnat. La lancée se poursuivra car en 1963, le Spartak remporte la Coupe d'URSS de football en vainquant le Chakhtior Donetsk 2-1, le Spartak ratera le doublé coupe-championnat en terminant second de la Soviet Top League 1963 à 3 points du voisin le Dynamo Moscou.
Le Spartak ne jouera pas le jeu déployé lors de ses deux années de titre et terminera 8e lors de la saison 1964. Krutikov est sélectionné par Konstantin Beskov pour disputer l'Euro 1964 mais restera sur le banc tout au long de la compétition et assistera à la défaite de son pays face au pays organisateur l'Espagne, en finale 2-1.
La saison 1965 est quasi similaire à la saison 1964, le Spartak développe un football brouillon et termine une nouvelle fois 8e mais le Spartak remporte la Coupe d'URSS 2-1 (0-0 lors du premier donc le match fut rejoué) face au Dynamo Minsk. Le club de Krutikov redresse la barre en 1966 et finit 4e et les dernières saisons de Krutikov se solderont par une 7e, deuxième et première place en 1969, ce qui permettra à Krutikov de remporter son second titre de Champion d'URSS. Après ce titre de champion, Krutikov décide de prendre sa retraite.

### Entraîneur
Anatoly Krutikov endosse le rôle d'entraîneur du Spartak Naltchik en 1975 mais le quitte une saison plus tard pour revenir dans le club où il a remporté ses titres : le Spartak Moscou ; mais le Spartak finit à une catastrophique 14e place (sur 16) au championnat d'été mais ce n'est rien comparé à la 15e lors du championnat d'automne, le Spartak descendra en seconde division et Krutikov est limogé.
En 1977, Anatoly Krutikov est mis aux commandes du Shakhtyor Karagandy dans les divisions inférieures mais là aussi, il ne reste qu'une saison et fera sa dernière année d'entraîneur en 1979 au Spartak Naltchik avant de se retirer du métier de coach.

## Palmarès
Spartak Moscou
- Champion d'Union soviétique en 1962.
- Vainqueur de la Coupe d'Union soviétique en 1963 et 1965.